# Nieuwpoort (Haarlem)
De Nieuwpoort, ook wel Kennemerpoort genoemd, was een Haarlemse stadspoort. De poort werd in 1677 gebouwd naar ontwerp van Jacques Leijh vanwege de stadsuitbreiding naar het noorden en diende als vervanging voor de St. Janspoort en de Kruispoort. De poort was gelegen aan de Varkensmarkt, het huidige Kennemerplein. 
De poort gaf richting het noorden directe toegang tot de Schoterweg en het exercitieveld, waarop het Frans Halsplein is aangelegd. Ten westen van de poort lag op het Staten Bolwerk het Noorderkerkhof. Tussen 1770 en 1960 lag er een Joodse begraafplaats ten oosten van de poort op het Prinsen Bolwerk. 
De poort en De Bolwerken die daar omheen lagen werden rond de periode 1860 - 1870 afgebroken en vervangen door een stadspark naar ontwerp van Jan David Zocher. Het driehoekige fronton van de poort is in 1884 geplaatst in een gevel van de voormalige Gemeentelijke school voor Jongens aan de Wilhelminastraat in Haarlem.

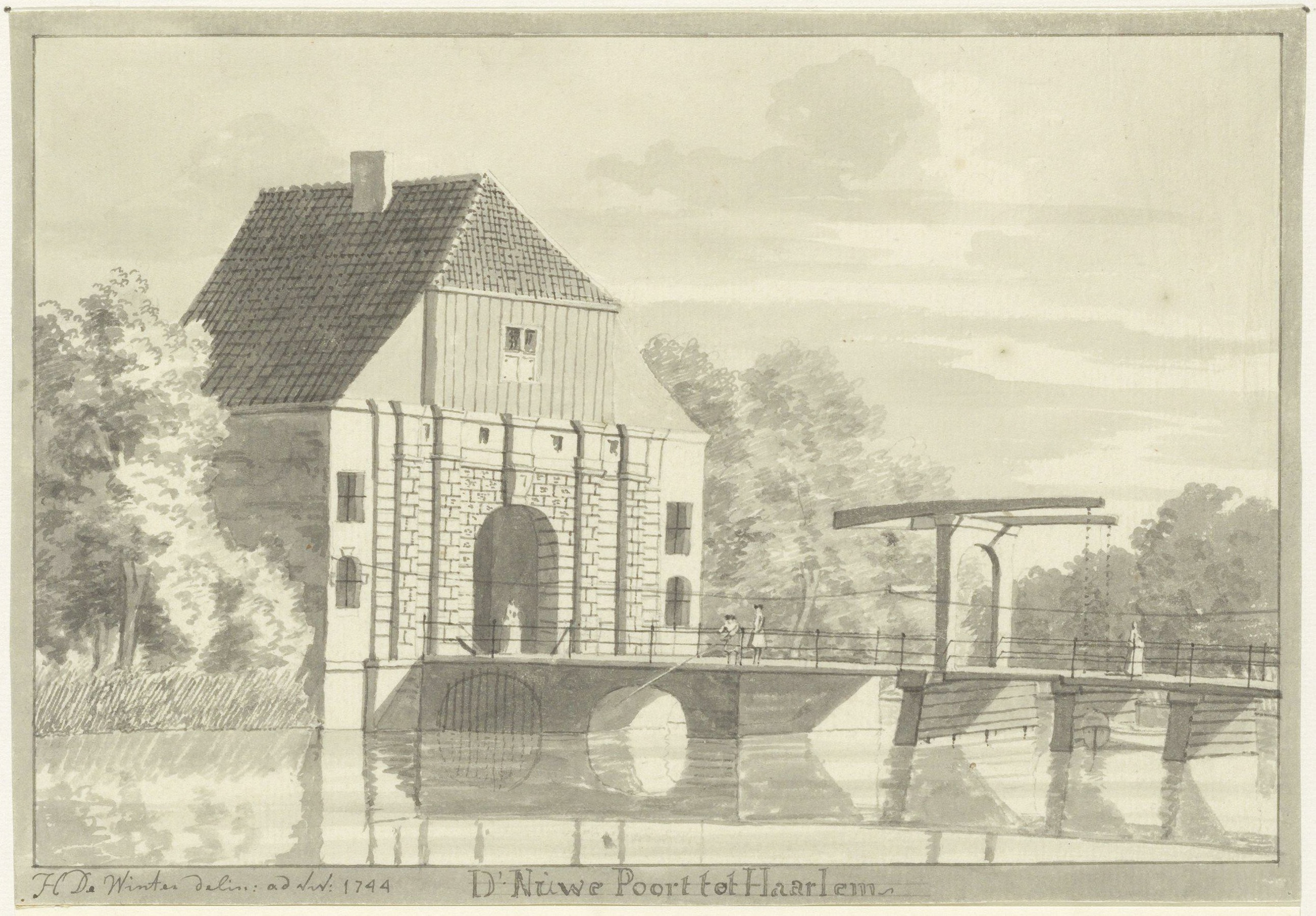
Poort in 1744
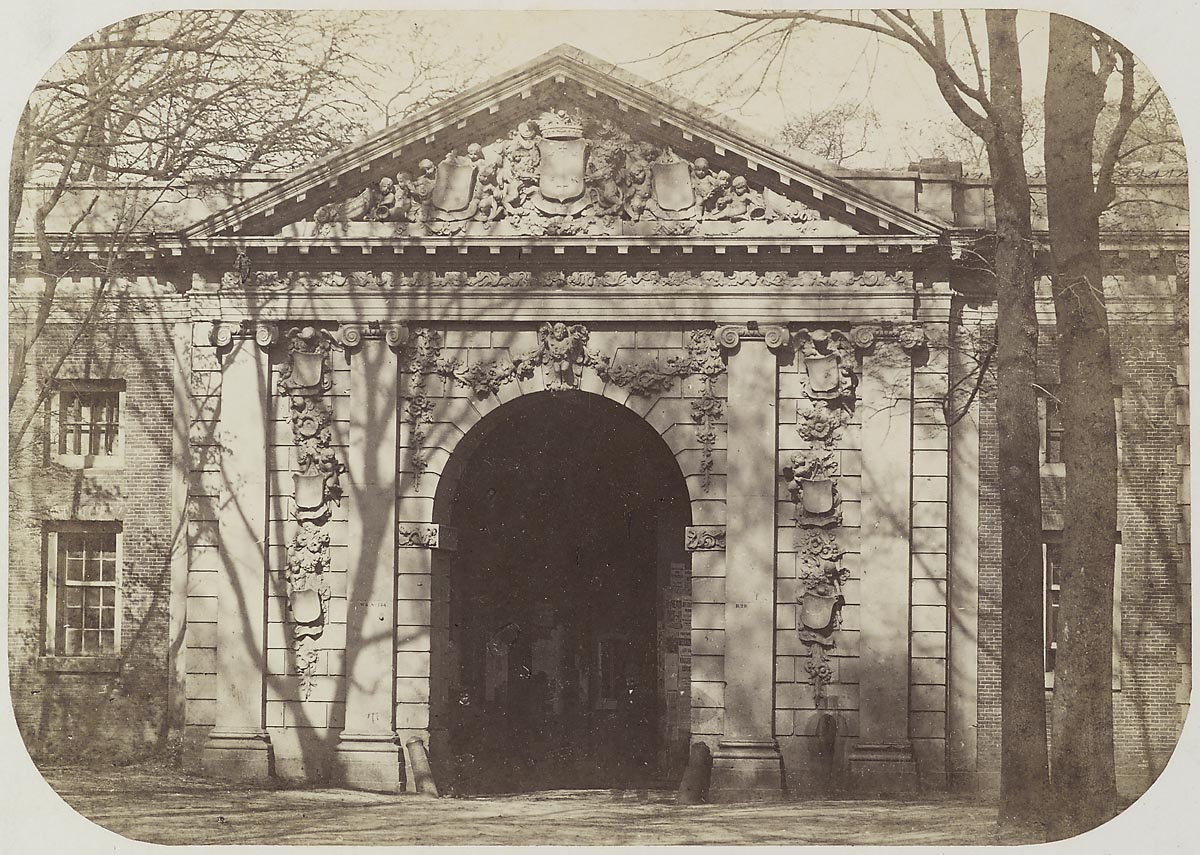
stadszijde
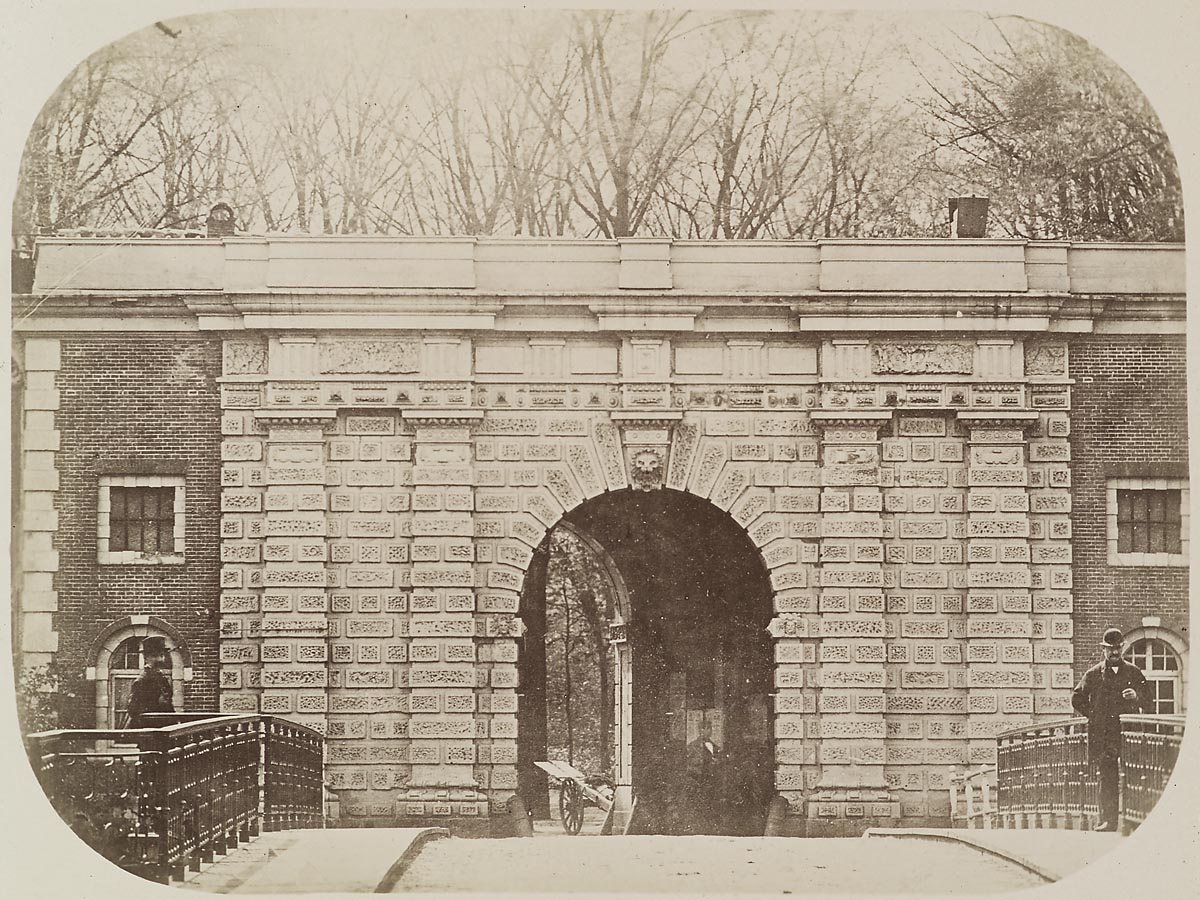
De achterzijde van de Nieuwpoort
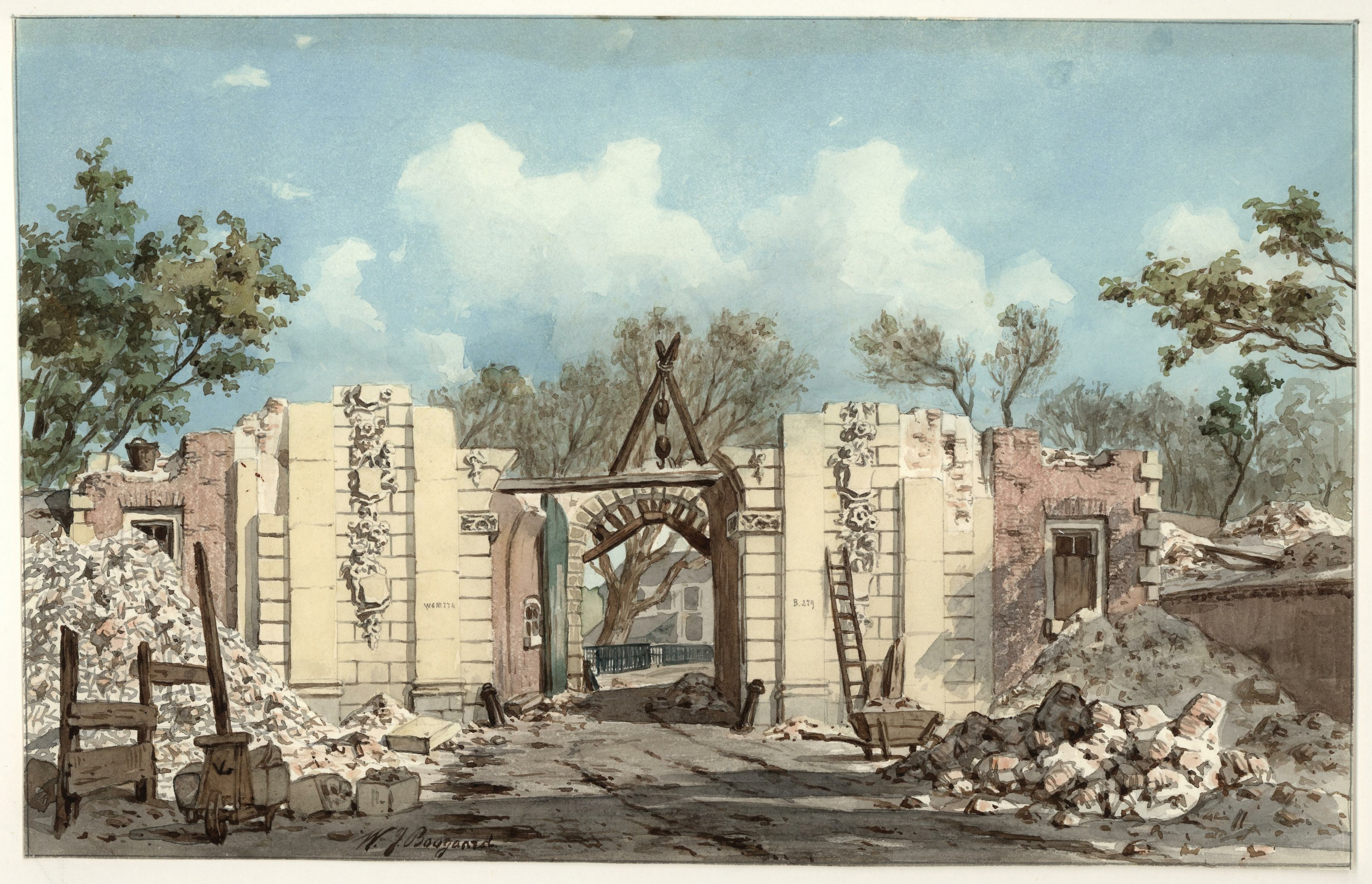
De poort tijdens de sloop
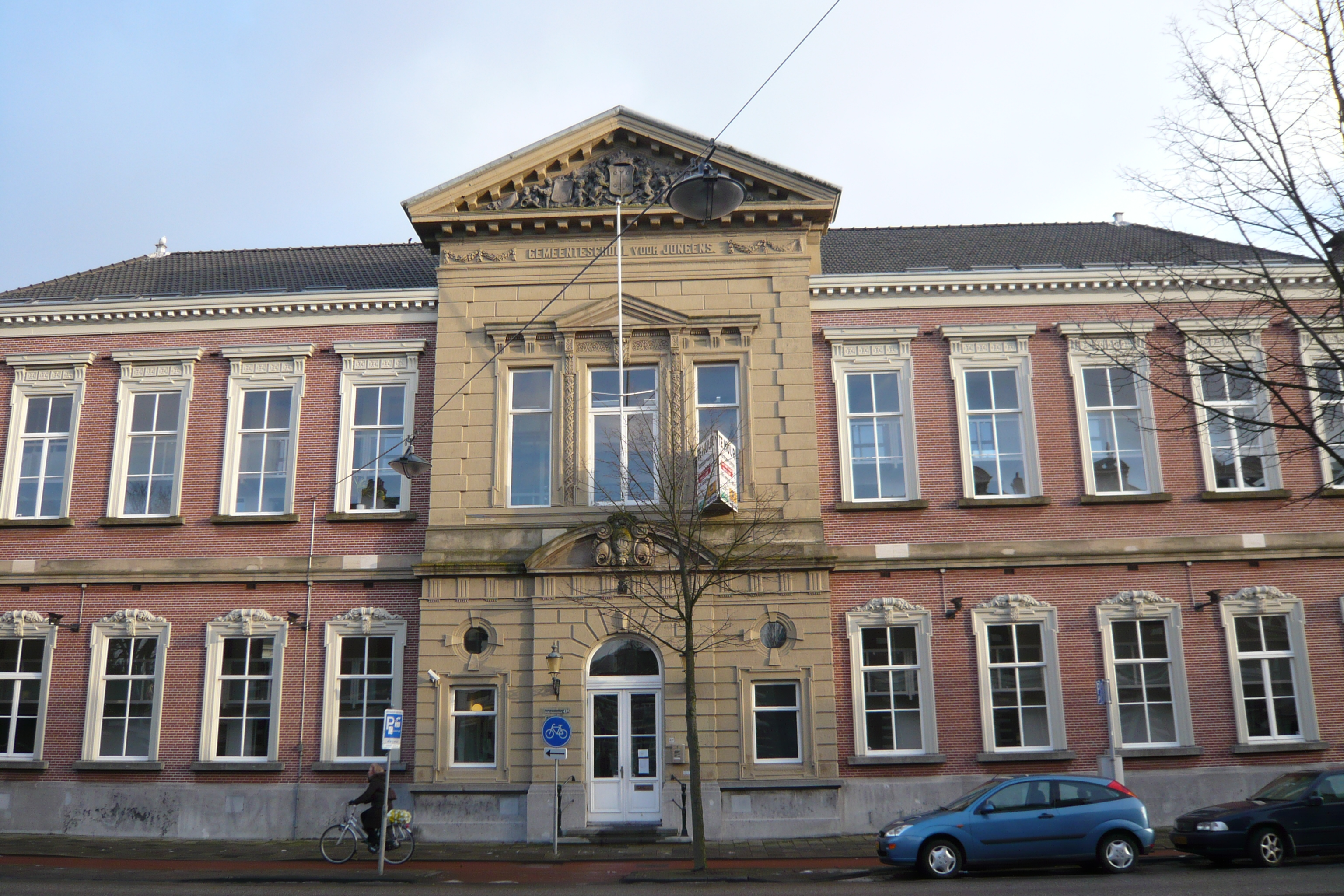
Het fronton opgenomen in de gevel van de Gemeentelijke school voor Jongens

Amsterdamse Poort · Schalkwijkerpoort · Eendjespoort · Kleine Houtpoort · Grote Houtpoort · Raampoort · Raakstorens · Zijlpoort · Kruispoort · Janspoort · Nieuwpoort / Kennemerpoort · Catrijnenpoort · Deymanspoort · Vrouwehek